# Bergverks AB Freja
Bergverks AB Freja var ett svenskt gruvbolag bildat 1897 som idkade gruvverksamhet i järngruvan i Koskullskulle. Företaget hade 1946 omkring 250 anställda.
Freja ägdes av Witkowitzer Bergbau und Eisenhütten-Gewerkschaft, ett stort integrerat järnverk i Ostrava, dåvarande Österrike, nuvarande Tjeckien, med tillhörande kolgruvor och 30 000 anställda. Företaget ägdes sedan 1840-talet av finans- och bankfamiljen Rothschild i Wien.
1950 köptes bolagets aktier upp av LKAB.